# Jacquinia maisiana
Jacquinia maisiana är en viveväxtart som beskrevs av A. Borhidi och O. Muniz. Jacquinia maisiana ingår i släktet Jacquinia och familjen viveväxter. Inga underarter finns listade i Catalogue of Life.